# おんな風林火山
『おんな風林火山』（おんなふうりんかざん）は、1986年10月12日 - 1987年3月1日にかけて、TBS系列で毎週日曜20:00〜20:54に放送された時代劇ドラマである。
大映テレビ制作としては「狼・無頼控」以来の時代劇であり、鈴木保奈美にとっては初の主演作でもある。武田信玄の五女松姫と、織田信長の嫡男信忠の悲恋の物語。当初26回の放送予定が、16回で打ち切りとなった。なお、TBS日曜20時台のドラマは、本作が事実上最後となった。

## 概要
本作品は、当時のNHK大河ドラマが近代劇にシフトした結果、大河ドラマの視聴率が低下していたこともあり、TBSが時代劇ファンの視聴者を取り込む目的で、本作品のみ放送枠を日曜20時台に移動して放送された時代劇である。本来のTBS系大映ドラマの放送枠2つ（火曜20時台と土曜21時台）には、火曜20時台に『ドキド欽ちゃんスピリッツ!!』が入り、土曜21時台に『日本が知りたい』が入った。
本作の企画をまず持ち出したのは脚本家の佐々木守であり、佐々木は山梨放送の番組『山梨の歴史』を偶然観て、武田信玄の五女・松姫の物語に惹かれ、大映テレビ所属の番組プロデューサーである春日千春に打診したものである。長野県高遠町の出身である春日にとって、高遠を治めて高遠で織田と戦った信玄にまつわる話の数々は幼い頃から聞いていたということもあり、すぐその琴線に触れたことが本作の制作決定に至った。春日は「最近大河ドラマが時代劇を扱わなくなったため、うち（TBS）がやります」とも発言している。
キャストは、物語の中心である松姫役に大映テレビ製作の『遊びじゃないのよ、この恋は』に出演していたホリプロの新鋭・鈴木保奈美を抜擢（鈴木の起用はホリプロの小田信吾からの推薦で決まったもので、既に決まっていた他番組への出演をあえてキャンセルして本作にキャスティングさせた）。その他、大映ドラマの常連俳優が多数出演（『遊びじゃないのよ、この恋は』の後番組である『天使のアッパーカット』とフジテレビ系水曜20時台『花嫁衣裳は誰が着る』からの連続出演者も多かった）。
ドラマの参考文献として『甲陽軍鑑』『信長公記』などの歴史資料も使われていた。本作では巨大なセットも必要となったため、府中市中河原の府中多摩スタジオではそのセットを組む余裕が無く、調布市の大映東京撮影所の第一ステージに躑躅が館のセットを組み、そこで撮影が行われた。普段めったに撮影現場に姿を見せないプロデューサーの春日も、本作については肝いりだったこともあって現場を視察しに来たこともあった。
しかし、プロローグである川中島合戦シーンのために相馬野馬追の騎馬武者500騎ならびに地元高校生を中心とした500人の足軽エキストラを動員し劇場映画用の35mmシネマカメラを使用して撮影するなどした結果、制作費が当初の予定を大きくオーバーすることになった。また川中島合戦シーン撮影の出来が見事過ぎて削除しきれなかったために第1話・2話分のフィルムを編集するにも2話分に収めきれず、3話分にしたこともあって予定がどんどん押して行った。そのため、視聴率も9.0%（第1話）→ 6.2%（第2話）→ 4.9%（第3話）と出だしから伸び悩んだ。更に裏番組の大河ドラマ『いのち』が好評だったことに加え、翌1987年に大河ドラマが時代劇路線に回帰し『独眼竜政宗』を放送すると視聴率が更に低下したため、3月29日までの放送予定を繰り上げ、3月1日での打ち切りが決まった。春日は「最後まで撮らせて欲しい」と懇願したということだったが、TBS側からは「大プロデューサーに傷が付いてはいけない」として終了を了承させたという。なお全16話の中で、武田信玄の死は第8話と中間点(当初の予定では全体の3分の1)であり、信玄の死後の武田氏のストーリーが他のドラマと比較すると長く採られていた。
本作終了後、TBS系大映ドラマの放送枠は1988年10月クールで水曜21時台に放送された『疑惑の家族』を経て火曜20時台に復っており（復帰第1作は1990年4月期の『トップスチュワーデス物語』）、土曜21時台の枠は撤廃された。
山岳や川原といった屋外シーンでのロケの多くは、当時はまだ完成前だった神奈川県の宮ヶ瀬ダム工事現場で行ったものでおり、主題歌テロップでは撮影協力に当時の建設省が表示されている。

## あらすじ
「人の世の定めとは何であろうか? この物語は、戦国の世に生を受け、骨肉の争いを余儀なくされた武田家五姉妹の、その中にあって敵将との純愛を貫き通した松姫の、数奇な運命を描く壮大なロマンである。」 （オープニングナレーション）
永禄4年（1561年）、武田信玄と上杉政虎による川中島血戦の日、姫誕生の報せを受けた信玄は、勝利を導いてくれた守り神として松姫と名づけた。やがて松姫は数奇な運命をたどることとなる。野望に燃える武田信玄は娘たちを政略結婚させており、五女の松姫も織田信長の息子・信忠との許婚の縁を結ぶ。しかし武田と織田の同盟が崩壊、敵友に分かれて戦うことになる。信忠を想い続ける松姫に、織田のせいで酷い目に遭った姉達は辛く当たる。
天正10年（1582年）3月、武田家は滅亡、松姫は八王子に逃れる。信忠は、武田家の人質時代に松姫と交流があった弟・勝長に、自分に代わって信長の後継者になることを望み、松姫と会う約束をする。待ち合わせは6月2日辰の刻……。

## キャスト

### 武田一族・家臣
- 武田信玄：石立鉄男
- 松姫（信玄五女）：佐藤由紀絵→鈴木保奈美
- 菊姫（信玄四女、上杉景勝正室）：岡崎由喜枝→伊藤かずえ
- 真理姫（信玄三女、木曾義昌正室）：谷本重美→比企理恵
- 佐保姫（信玄次女、穴山信君正室）：岡田奈々
- 波瑠姫（信玄長女、北条氏政正室）：林寛子
- 武田勝頼（信玄四男）：美木良介
- 可那姫（勝頼正室、北条氏康の娘で氏政・上杉景虎の妹）：奥田圭子
- 由良（勝頼側室）：中村晃子
- 仁科盛信（信玄五男）：伊藤淳史→坂詰貴之→岡野進一郎
- 舞姫（信玄正室、義信・波瑠姫・佐保姫の母）：梶芽衣子
- 藤野（信玄側室、盛信・菊姫・松姫の母）：金沢碧
- 穴山信君（梅雪）（武田家家臣）：三浦浩一
- 高坂弾正（武田家家臣）：村井国夫
- 跡部勝資（武田家家臣）：石橋正次
- 長坂釣閑（武田家家臣）：大石吾朗
- 下島政茂（武田家家臣、松姫の傅役）：下川辰平
- 大蔵藤十郎（武田家家臣、猿楽師）：岡村菁太郎
- 秋山信友（武田家家臣）：宮崎達也
- 馬場信春（武田家家臣）：大林丈史
- 山県昌景（武田家家臣）：山本清
- 内藤修理（武田家家臣）：加地健太郎
- 武藤源五郎（武田家家臣）：山岡八高
- 大島（武田家家臣）：津山栄一
- 弦阿弥（藤十郎配下）：久木田美弥
- 義信の正室：麻木久仁子
- 武田義信（信玄嫡男）：志垣太郎

### 織田一族・家臣
- 織田信長：隆大介
- 織田信忠（信長嫡男）：和田求由→松村雄基
- お市の方（信長の妹、浅井長政正室）：舟倉由佑子
- 明智光秀（織田家家臣）：佐藤仁哉
- 滝川左近将監（織田家家臣）：団巌
- 河尻肥前守（織田家家臣）：片岡五郎
- 織田信興（信長の弟）：杉欣也
- 織田勝長（信長五男）：布施優一郎→嵩原真一
- お燎の方（信長の叔母で勝長の養母、秋山信友と再婚）：小野さやか
- 織田掃部（織田家家臣、信忠の傅役）：若林豪
- 寿々（信忠の側室）：中里あき子
- 三法師（信忠と寿々の子）：真田知幸

### その他
- 徳川家康：国広富之
- 北条氏康：梅宮辰夫
- 北条氏政（氏康嫡男）：石田純一
- 木曾義昌：宮田恭男
- 木曾千太郎（義昌の子）：磯崎洋介
- おしず（義昌の娘）：水沢真子
- 義昌の母：青木和子
- 上杉景勝（謙信の養子）：森一馬
- 上杉景虎（北条氏康七男で謙信の養子）：和泉史郎
- 顕如（本願寺の法主）：平野元
- 証恵（願証寺の住職）：内藤武敏
- 顕忍（願証寺の僧侶、菊姫の元婚約者）：星孝行 → 新田純一
- 快川紹喜（恵林寺の僧侶）：高杉哲平
- 神津左馬助（顕忍配下、顕忍戦死後は菊姫に仕える）：四方堂亘
- 上杉政虎（謙信）：山下真司

## スタッフ
- プロデューサー：春日千春、荒川洋（大映テレビ）、野村清（TBS）
- 原案：佐々木守
- 脚本：佐々木守、大原清秀
- 音楽：菊池俊輔
- 撮影：喜多崎晃
- 美術：鳥居塚誠一、本田衛
- 照明：内田晧三
- 録音：佐藤幸哉、アオイスタジオ
- 整音：星正輝
- 記録：広川貴美子、竹下京子
- 編集：椙本英雄
- 装飾担当：浜村幸一（たぬき工房）
- 殺陣：車邦秀
- かつら：川口カツラ店
- 衣装：京都衣裳
- 監督助手：赤津正彦
- 撮影助手：小口章
- 照明助手：佐野政美
- 録音助手：土屋和之
- 美術助手：安藤篤
- 小道具：加瀬豊
- 編集助手：青木高伸
- ネガ編集：広田政美
- 仕上進行：松本泰生
- 選曲：佐藤啓
- 効果：帆苅幸雄（東洋音響）
- スチール：岩宮秀憲
- 監督補：小島穹
- 助監督：阿部誠華
- アシスタントプロデューサー：保坂博信
- 製作：川勝昭信
- 制作担当：藤田光男
- 制作主任：木村康信
- ナレーター：芥川隆行
- 協力：若駒、丹波道場、クロキプロ、東京宝映/福島県原町市、相馬野馬追執行委員会、建設省宮ヶ瀬ダム工事事務所、彦根城、小田原城
- 現像：東京現像所
- 装飾：高津映画装飾
- タイトル：デン・フィルム・エフェクト
- 装置：多摩美術センター、大映テレビ美術部
- 監督：山口和彦、江崎実生、土井茂
- 制作：大映テレビ・TBS

### 主題歌
- 『LOVE IS ALL 〜愛を聴かせて〜』 歌：椎名恵 （TDKレコード）

作詞・作曲：Ken Hirsch、Ron Miller 日本語詞：麻生圭子 編曲：戸塚修
（原曲はシャーリーンの『愛はかげろうのように』）

## 放映リスト
| 話数 | 放送日         | サブタイトル           | 脚本     | 監督               |
| ---- | -------------- | ---------------------- | -------- | ------------------ |
| 1    | 1986年10月12日 | 7歳の幼な妻            | 佐々木守 | 山口和彦           |
| 2    | 10月19日       | 絵姿だけの夫           | 佐々木守 | 山口和彦           |
| 3    | 11月2日        | 正室の陰謀             | 佐々木守 | 江崎実生           |
| 4    | 11月9日        | 波瑠姫、無惨!          | 佐々木守 | 土井茂             |
| 5    | 11月16日       | 死を呼んだ陰謀         | 佐々木守 | 土井茂             |
| 6    | 11月23日       | 正室無念の死           | 佐々木守 | 土井茂、山口和彦   |
| 7    | 11月30日       | 幼き恋から大人の愛へ   | 佐々木守 | 江崎実生、山口和彦 |
| 8    | 12月7日        | 武田信玄 死す          | 佐々木守 | 江崎実生           |
| 9    | 12月14日       | 命を賭けた密会         | 佐々木守 | 土井茂             |
| 10   | 12月21日       | 哀愁の菊姫             | 佐々木守 | 山口和彦           |
| 11   | 1987年1月11日  | 姫たちの戦場・長篠     | 大原清秀 | 江崎実生           |
| 12   | 1月18日        | 長篠敗退・別れの接吻   | 大原清秀 | 江崎実生           |
| 13   | 2月1日         | 嗚呼 わが恋終りぬ      | 佐々木守 | 土井茂             |
| 14   | 2月8日         | 芽生える愛と今生の別れ | 大原清秀 | 土井茂             |
| 15   | 2月15日        | 召しませわが命・高遠   | 佐々木守 | 山口和彦           |
| 16   | 3月1日         | 戦場に散った恋         | 佐々木守 | 山口和彦           |

## 漫画
- 全2巻。ちゃお（1986年11月号 - 1987年6月号）で連載。作画はありさか邦